# Michael McKillop
Michael Gerard McKillop (* 27. Januar 1990 in Ballymena, Nordirland) ist ein irischer Mittelstreckenläufer im Behindertensport.

## Leben

### Privat- und Berufsleben
McKillop leidet unter infantiler Zerebralparese; im Alter von 15 Jahren wurde bei ihm zudem Epilepsie diagnostiziert. Er besuchte die Grammar School St. Malachy’s College in Belfast und studierte anschließend Freizeit- und Sportmanagement am Belfast Metropolitan College. Für seine Beiträge zum Sport verlieh ihm die Queen’s University Belfast Anfang Juli 2013 einen Ehrendoktortitel.
Heutzutage lebt McKillop in Glengormley, einem Stadtteil von Newtownabbey. Er arbeitet als Berater für eine nordirische Orthopädiefirma, die maßgeschneiderte Ausrüstung und Rehabilitationshilfen für körperlich behinderte Menschen produziert. Darüber hinaus tritt er häufig als Keynote- und Motivationsredner auf, war zumindest im Sommer 2015 Verkaufsmitarbeiter in einem Belfaster Sportgeschäft und ist in Irland Markenbotschafter des Versicherungskonzerns Allianz.

### Sportliche Karriere
Auf Grund seiner Behinderung startet McKillop in der Klassifizierungsgruppe T 37. Er begann mit dem Laufsport im Alter von zehn Jahren beim Abbey Athletics Club in Belfast. Nachdem er auf das St. Malachy’s College gewechselt war, wo sein Vater als renommierter Trainer arbeitete, intensivierte er sein Training ab dem zwölften Lebensjahr unter dessen Aufsicht und fokussierte sich zunehmend auf den Sport. Vater Paddy McKillop wurde 2008 als Northern Ireland Sports Coach of the Year ausgezeichnet.
Am 8. September 2006 stellte McKillop im Alter von nur 16 Jahren einen neuen Weltrekord über 800 Meter auf, als er im Finale der Leichtathletik-Weltmeisterschaften im niederländischen Assen nach 02:02,13 Minuten ins Ziel kam. Bei derselben Veranstaltung sicherte er sich zudem die Silbermedaille im 800-Meter-Lauf. Dies ist bislang (Stand: September 2016) das letzte Mal gewesen, dass er über eine seiner beiden Distanzen geschlagen werden konnte.
2008 vertrat er sein Land bei den Paralympischen Spielen in Peking und verbesserte seine eigene Weltbestmarke auf 01:59,39 Minuten. Auf eine etwaige weitere Medaille über 1500 Meter musste McKillop verzichten, da dieser Wettbewerb in seiner Klassifizierungsgruppe nicht ausgetragen wurde. Ähnlich erging es ihm bei den Weltmeisterschaften 2011 in Christchurch. Zwar gelang ihm mit dem Sieg auf beiden Strecken das Double, wobei er über 800 Meter mit 01:58,90 abermals den Weltrekord verbesserte, über 1500 Meter jedoch erhielt er – trotz Weltrekordzeit von 04:14,81 Minuten – keine Medaille, da neben ihm nur noch ein weiterer Läufer im Finale vertreten und die Konkurrenz somit zu klein war. Das Jahr 2012 war der bisherige Höhepunkt in McKillops sportlicher Laufbahn. Zunächst setzte er am 8. Mai im Rahmen der Visa London Disability Challenge in London mit 03:59,54 Minuten den noch aktuellen (Stand: September 2016) Weltrekord über 1500 Meter. Wenige Monate später beendete er in derselben Stadt die Paralympischen Spiele als Doppelolympiasieger und mit 01:57,22 Minuten als neuem Weltrekord im 800-Meter-Lauf. Die Medaille für seinen Sieg über 1500 Meter erhielt er dabei aus den Händen seiner Mutter Catherine, die als Botschafterin von Procter & Gamble arbeitet.
Seine Erfolgsserie setzte sich bei den Weltmeisterschaften 2013 in Lyon fort, als er abermals Doppel-Gold und mit 01:57,17 Minuten über 800 Meter einen weiteren Weltrekord verbuchen konnte. Auch 2015 in Doha gewann er beide Titel.
Neben diesen Erfolgen im Behindertensport ist hervorzuheben, dass McKillop auch schon mehrfach erfolgreich an Wettbewerben mit nicht-behinderter Konkurrenz teilgenommen hat. So wurde er 2009 irischer U20-Meister im Crosslauf und führte noch im selben Jahr das irische Team als Kapitän bei den Crosslauf-Europameisterschaften in Dublin an – er war der erste Para-Athlet, der an dieser Veranstaltung teilnahm. 2011 sicherte er sich den Titel als irischer U23-Meister im Rennen über 1500 Meter.

### Auszeichnungen (Auswahl)
- 2012: Whang Youn Dai Achievement Award
- 2013: Mary Peters Trust Outstanding Sportsperson Award
- 2015: Athlete with an Impairment of the Year bei den Belfast Telegraph Sport Awards